# واینگارتن (راینلاند-فالتس)
واینگارتن (به آلمانی: Weingarten) یک شهر در آلمان است که در گرمرسهایم واقع شده‌است. واینگارتن ۱٬۵۷۹ نفر جمعیت دارد.